# Borghetto di Borbera
Borghetto di Borbera – miejscowość i gmina we Włoszech, w regionie Piemont, w prowincji Alessandria.
Według danych na styczeń 2010 gminę zamieszkiwało 2015 osób przy gęstości zaludnienia 50,9 os./1 km².